# حزب النهضة الوطنية (مالي)
حزب النهضة الوطنية (بالفرنسية: Parti pour la renaissance nationale) هو حزب سياسي مالي، تم إنشاؤه في عام 1995 من قبل نشطاء من المؤتمر الوطني للمبادرة الديمقراطية. يتزعم الحزب تيبيلي درامي، الذي ترشح للرئاسة عام 2002، وحصل على 4٪ من الأصوات، وحل في المركز الرابع. في فبراير 2007، تم ترشيحه مرة أخرى كمرشح رئاسي للحزب في انتخابات أبريل 2007 الرئاسية،  وحصل على المركز الثالث و3.04٪ من الأصوات.
في الانتخابات البلدية التي جرت في 30 مايو 2004، احتل الحزب المركز الرابع، حيث تم انتخاب حوالي 700 من مرشحيه كمستشارين محليين.
فاز الحزب بأربعة مقاعد في الجمعية الوطنية في الانتخابات البرلمانية في يوليو 2007. بعد الانتخابات، شكل مجموعة برلمانية مع التضامن الأفريقي للديمقراطية والاستقلال.
رمز الحزب هو كبش أبيض.

## روابط خارجية
- صفحة الفيسبوك